# Anais (história)
Anais (do latim annales, de annus, "ano") são, tradicionalmente, uma forma concisa de registro da história de um povo ou instituição, originalmente organizada ano a ano. O termo passou a designar, por derivação, qualquer publicação científica ou artística de frequência regular ou periódica, ou obra que registre memórias ou fatos pessoais.

## História

### Roma Antiga
As principais fontes de informação a respeito dos anais da Roma Antiga são duas passagens de dois autores da época, o célebre Cícero (De Oratore, ii. 12. 52) e Sérvio (ad Aen. i. 373), que já foram o alvo de muita discussão acadêmica. Cícero afirma que desde os períodos mais arcaicos até o pontificado de Públio Múcio Cévola (c. 131 a.C.) era comum que o pontífice máximo (pontifex maximus), sacerdote supremo da religião romana, registrasse numa tabuleta branca (álbum), que era exibida num lugar aberto de sua casa, para que as pessoas o lessem, o nome dos cônsules e outros magistrados, além dos eventos notáveis que ocorriam durante o ano (per singulos dies, nas palavras de Sérvio). Estes registros eram chamados, na época de Cícero, de Annales maximi. Após o pontificado de Públio, a prática de compilar os anais era realizada por diversos escritores não-oficiais, dos quais Cícero identifica Catão, o Velho, Píctor e Pisão. Os Anais foram tradicionalmente associados aos Comentários Pontifícios (Commentarii Pontificum), citados por Lívio, porém parece existir razões para que se acredite que eram duas obras distintas, das quais os Comentários era tido como mais completo e mais circunstancial.[carece de fontes?]
A natureza da distinção entre os anais e uma obra histórica típica é um assunto que recebeu grande atenção; a base desta discussão parece ter se iniciado com a passagem citada anteriormente, de Cícero, e pela divisão feita comumente à obra do famoso historiador romano Tácito em Anais e Histórias. O gramático Aulo Gélio cita o também gramático Vérrio Flaco, que teria dito que História, devido à sua etimologia (do grego ιστορειν, em latim inspicere, "investigar", "questionar") é um registro de eventos que foram observados pelo próprio autor, enquanto Anais seriam registros dos eventos de tempos anteriores, organizados ano a ano. Este ponto de vista sobre a distinção refletiu-se na divisão feita à obra de Tácito, que agrupou nas Histórias os eventos de seu próprio tempo, e nos Anais a história de períodos mais antigos. Não se pode dizer, no entanto, que tal separação foi sancionada pelo próprio Tácito; acredita-se que ele tenha designado toda a obra como Anais, ou que não utilizava qualquer tipo de designação.[carece de fontes?]

### Idade Média
Tradicionalmente, os anais eram considerados uma forma rudimentar de historiografia, característica da Alta Idade Média e frequentemente relacionada com ambientes monásticos. Considerava-se que teriam começado por ser notas nas margens das tabelas de Páscoa, com origem nas Ilhas Britânicas. Também era comum pensar que os anais forneciam um registo neutro dos acontecimentos, sem qualquer agenda política. Estas interpretações têm sido questionadas nos últimos anos e atualmente os anais não são analisados de uma perspetiva evolutiva nem confinados a um período histórico específico. De facto, são observados como um método de registo histórico característico da era medieval que continuou em prática no período moderno. Além disso, hoje é amplamente reconhecido entre os especialistas que os anais foram muitas vezes compostos para reforçar a ordem política estabelecida, realçando a sua continuidade histórica e as ações mais destacadas dos governantes.

No território medieval português, os anais mais antigos preservados foram copiados no verso do primeiro fólio do Cartulário do Mosteiro de Lorvão e são uma lista de seis entradas que registam acontecimentos datados entre os anos 866 e 1109, hoje conhecidos como Annales Laurbanenses ou Anais de Lorvão. Também datam do século XII, se bem para alguns autores ainda do XI, as versões mais antigas dos Annales Portucalenses Veteres. Várias destas versões foram copiadas, junto com outros textos analísticos, no chamado Livro da Noa do Mosteiro de Santa Cruz de Coimbra.